# دهستان صائین‌قلعه
دهستان صایین قلعه، دهستانی است از توابع بخش مرکزی شهرستان ابهر در استان زنجان ایران.

## جمعیت
براساس سرشماری سال ۱۳۸۵ جمعیت آن ۱۲۰۹۵ نفر است.